# デン・ハーグHS駅
デン・ハーグ HS駅（デン・ハーグHSえき、蘭: Station Den Haag HS または  Station Den Haag Hollands Spoor）はオランダのデン・ハーグにあるオランダ鉄道（NS）の駅。

## 概要

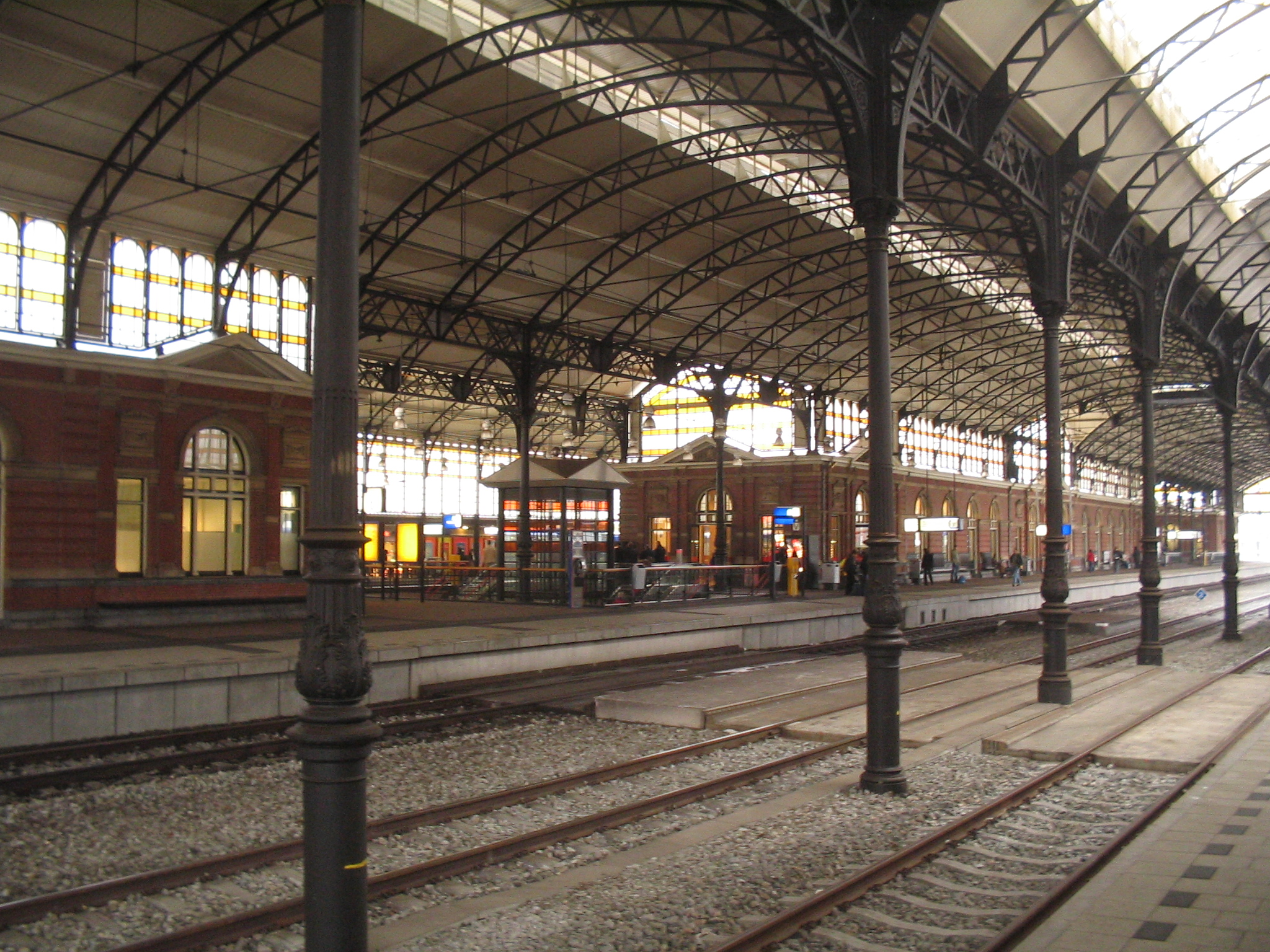
プラットホーム

島式3面5線のホームを持つ高架駅。プラットホームは2つの大きなドームで覆われている。地上階のコンコースに切符売り場や売店などがある。なお、オランダの他の駅と同じく、改札口は存在しない。
1843年に、アムステルダムから南に向かって建設されてきたオランダ最古の鉄道路線の延伸駅として設置された。デン・ハーグの主要駅としては、他にデン・ハーグ中央駅が存在する。
現在の駅舎は1843年の開業時のものではなく、1891年に改築された2代目の建物である。貴賓室（koninklijke wachtkamer）は1893年に造られたものである。
この駅は、アムステルダム中央駅、ライデン中央駅、ロッテルダム中央駅を結んでいる幹線鉄道路線上にあり、アムステルダム方面からロッテルダム方面へ向かう列車は、デン・ハーグ中央駅には停車せず、この駅（デン・ハーグHS駅）にのみ停車する。

## 駅施設
- 窓口 NS-service- en verkooppunt
- 自動券売機 Kaartautomaten
- エレベータ・エスカレータ
- 売店
- コインロッカー

## 主な路線

### オランダ鉄道（NS）
ライデン中央駅、スキポール空港駅、アムステルダム中央駅方面
- Intercity（1時間に3本）、Sneltrein（1時間に2本）、普通 Stoptrein（1時間に2本）

ロッテルダム中央駅方面
- Intercity（1時間に4本）、Sneltrein（1時間に1本）、普通 Stoptrein（1時間に4本）

ロッテルダム中央駅経由、アントウェルペン、ブリュッセル空港、ブリュッセル、パリ北駅方面
- 高速列車Thalys（2時間に1本）、Intercity（1時間に1本）

### ハーグ市営交通会社（HTM）
デルフト方面

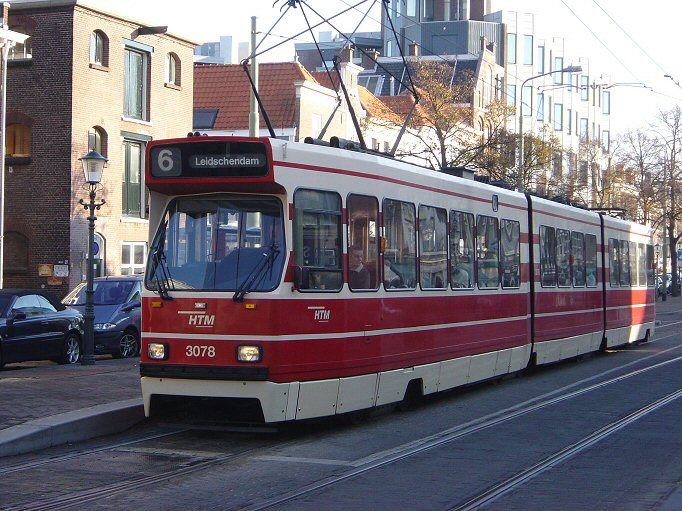
トラム

- トラム1系統（1時間に6本、Delft Station/NSまで所要時間23分）

スヘフェニンゲン方面
- トラム1系統（1時間に6本、Kurhaus停留所まで所要時間22分）

市街地中心部（ビネンホフやスプイ）へ
- トラム1系統または16系統（1時間に12本、Centrum停留所まで所要時間5分）

## 隣の駅

### オランダ鉄道（NS）
アムステルダム方面
- デン・ハーグ中央駅（終点）
- Station Den Haag Laan van NOI（アムステルダム方面）

ロッテルダム方面
- Station Den Haag Moerwijk